# Démocratie libérale en Indonésie
Les Indonésiens appellent Demokrasi Liberal (démocratie libérale) la période qui commence en 1950, dans le sillage de la reconnaissance de la souveraineté indonésienne et la fin de la "Révolution indonésienne", et se termine avec l'inauguration par le président Soekarno de la "Démocratie dirigée" en 1957.
Cette période est marquée par de nombreux événements importants, comme la Conférence de Bandung en 1955, les premières élections dans l'histoire de l'Indonésie et la formation d'une assemblée constituante. C'est aussi une période d'instabilité politique, au cours de laquelle les cabinets ne durent pas 2 années.